# Hit Mania Champions 2007
Hit Mania Champions 2007 è una compilation di artisti vari facente parte della serie Hit Mania.
La compilation è mixata dal dj Mauro Miclini.

## Tracce
1. The Fratellis – Chelsea Dagger
2. Nelly Furtado – All Good Things (Come To An End) (feat. Zero Assoluto)
3. Fabrizio Moro – Pensa
4. Mario Biondi and The High Five Quintet – This Is What You Are
5. Zero Assoluto – Appena Prima di Partire
6. Simply Red – So Not Over You
7. Christina Aguilera – Candy Man
8. James Morrison – Wonderful World
9. Daniele Silvestri – La Paranza
10. Chiara Iezzi – Nothing at All
11. Scissor Sisters – I Don't Feel Like Dancing
12. Mario Fargetta & Montecarlo Five – No Matter
13. Bob Sinclar – Give a Lil' Love (feat. Gary Pine)
14. Michael Gray – Somewhere Beyond (feat. Steve Edwards)
15. Eric Prydz vs. Pink Floyd – Proper Education
16. Crystal Ball – Baby Boy
17. Mariangela – Ninna nanna (Aliberti & Saccoia Elektro Mix)
18. Ben Macklin – Feel Together (feat. Tiger Lily)
19. Alex Gaudino – Destination Calabria (feat. Crystal Waters)
20. Maw – Work (Remix 2007)
21. Mika – Grace Kelly (Tom Neville Remix)
22. Various – Tomorrow Hits